# Leonidas von Athen

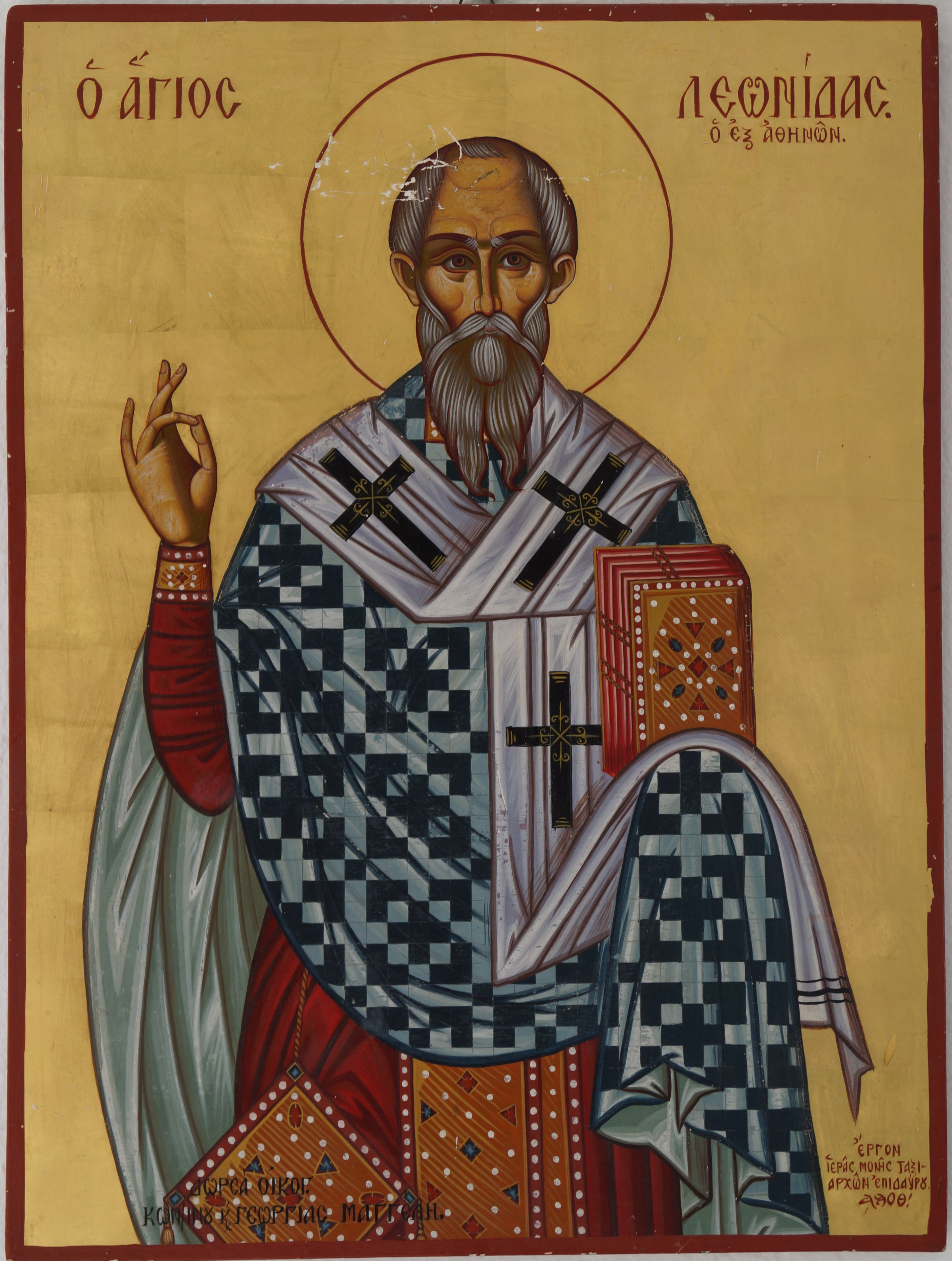
Ikone des heiligen Leonidas von Athen

Leonidas von Athen (neugriechisch Άγιος Λεωνίδας Επίσκοπος Αθηνών) ist ein Heiliger und war Bischof von Athen. Er wurde in der zweiten Hälfte des 2. Jahrhunderts geboren und starb um 250. Er wurde in Athen am südlichen Ufer des Ilisos begraben. Im fünften Jahrhundert wurde über seinem Grab die Ilisos-Basilika errichtet. Sein Feiertag ist der 15. April.
Über die Jahrhunderte verschmolz er mit Leonidas von Trizina und wurde nun auch als Märtyrer von Korinth verehrt. So wird berichtet, dass Leonidas von Athen zusammen mit sieben Frauen im Jahre 250 während der Regierung des römischen Kaisers Decius in Korinth hingerichtet und begraben wurde. Im fünften Jahrhundert sollen die Gebeine nach Athen überführt worden sein.